# Проломска река
Проломска река је река која извире у подножју планине Радан у општини Куршумлија. Настаје спајањем више мањих потока и извора и као река-речица пролази кроз насеље Пролом по коме је и добила има. Након 23 километара улива се у Косаницу недалеко од места Рударе. Река у пролеће или након већих киша има бујични ток. 

Река пролази кроз Пролом бању и представља својеврсну атракцију са рибњаком, етно-крчмом и неколико мостова. Ту су најинтересантнији Мост тајних жеља и Мост патријарха Иринеја. 
- Видиковац изнад реке
- Етно-кућа и мостић преко Проломске реке
- Мост патријарха Иринеја 2014 године
- Мост патријарха Иринеја ноћу 2023. године

Изнад реке налази се видиковац „Вампир вода” за који се везују приче о вампирима.
Некада је на Проломској реци било 28 воденица а данас је у функцији само једна.